# Rivulus megaroni
Rivulus megaroni är en fiskart som beskrevs av Costa 2010. Rivulus megaroni ingår i släktet Rivulus och familjen Rivulidae. Inga underarter finns listade i Catalogue of Life.